# 新疆天门冬
新疆天门冬（学名：Asparagus neglectus）是天门冬科天门冬属的植物。分布在印度、中亚地区、俄罗斯西西伯利亚地区以及中国大陆的新疆自治区等地，生长于海拔580米至1,700米的地区，多生在沙质河滩、河岸及草坡丛林下，目前尚未由人工引种栽培。